# Виноградська сільська рада (Лисянський район)
Виногра́дська сільська́ ра́да — адміністративно-територіальна одиниця та орган місцевого самоврядування в Лисянському районі Черкаської області. Адміністративний центр — село Виноград.

## Загальні відомості
- Населення ради: 1 294 особи (станом на 2001 рік)

## Населені пункти
Сільській раді були підпорядковані населені пункти:
- с. Виноград

## Склад ради
Рада складалася з 16 депутатів та голови.
- Голова ради: Демерза Микола Анатолійович
- Секретар ради: Белікова Оксана Миколаївна

### Керівний склад попередніх скликань
| Прізвище, ім'я, по батькові | Основні відомості                                                 | Дата обрання | Дата звільнення |
| --------------------------- | ----------------------------------------------------------------- | ------------ | --------------- |
| Короткий Микола Васильович  | Сільський голова, 1965 року народження, безпартійний              | 26.03.2006   | 31.10.2010      |
| Демерза Микола Анатолійович | Сільський голова, 1965 року народження, освіта вища, безпартійний | 31.10.2010   |                 |

Примітка: таблиця складена за даними сайту Верховної Ради України

### Депутати
За результатами місцевих виборів 2010 року депутатами ради стали:

#### За суб'єктами висування
| Суб'єкт висування                                       | Кількість обраних депутатів | %    |
| ------------------------------------------------------- | --------------------------- | ---- |
| Партія регіонів                                         | 10                          | 62,5 |
| Самовисування                                           | 4                           | 25   |
| Комуністична партія України                             | 1                           | 6,3  |
| Політична партія Всеукраїнське об'єднання «Батьківщина» | 1                           | 6,3  |

#### За округами
| № округу                                                | Прізвище, ім'я, по батькові     | Дата визнання обраним | Освіта             | Партійна приналежність                        | Відомості про обраного депутата                   |
| ------------------------------------------------------- | ------------------------------- | --------------------- | ------------------ | --------------------------------------------- | ------------------------------------------------- |
| Комуністична партія України                             |                                 |                       |                    |                                               |                                                   |
| 12                                                      | Бєліков Олександр Олександрович | 05.11.2010            | середня            | позапартійний                                 | РВ УМВС Лисянського району, заступник начальника  |
| Партія регіонів                                         |                                 |                       |                    |                                               |                                                   |
| 2                                                       | Яровий Василь Григорович        | 05.11.2010            | середня            | член Партії регіонів                          | пенсіонер                                         |
| 3                                                       | Недзельська Юлія Василівна      | 05.11.2010            | середня            | член Партії регіонів                          | приватний підприємець                             |
| 5                                                       | Обманюк Валентина Іванівна      | 05.11.2010            | вища               | член Партії регіонів                          | Виноградська сільська рада, бухгалтер             |
| 7                                                       | Брисюк Лідія Григорівна         | 05.11.2010            | середня            | член Партії регіонів                          | Виноградська сільська рада, секретар              |
| 10                                                      | Бєлікова Оксана Миколаївна      | 05.11.2010            | вища               | член Партії регіонів                          | Босівська загальноосвітня школа, вчитель          |
| 11                                                      | Дяченко Марія Дмитрівна         | 05.11.2010            | середня            | член Партії регіонів                          | приватний підприємець                             |
| 13                                                      | Школьна Світлана Юріївна        | 05.11.2010            | середня            | член Партії регіонів                          | пенсіонер                                         |
| 14                                                      | Коваленко Іван Якович           | 05.11.2010            | середня            | член Партії регіонів                          | пенсіонер                                         |
| 15                                                      | Григорович Віктор Захарович     | 17.01.2011            | вища               | позапартійний                                 | тимчасово не працює                               |
| 16                                                      | Деркач Віктор Олексійович       | 05.11.2010            | вища               | член Партії регіонів                          | пенсіонер                                         |
| Політична партія Всеукраїнське об'єднання «Батьківщина» |                                 |                       |                    |                                               |                                                   |
| 8                                                       | Биковець Галина Борисівна       | 05.11.2010            | середня            | член Всеукраїнського об'єднання «Батьківщина» | тимчасово не працює                               |
| Самовисування                                           |                                 |                       |                    |                                               |                                                   |
| 1                                                       | Коваленко Василь Іванович       | 05.11.2010            | середня            | позапартійний                                 | магазин, кур'єр                                   |
| 4                                                       | Печенюк Михайло Михайлович      | 05.11.2010            | середня            | позапартійний                                 | РВ УМВС, дільничний інспектор                     |
| 6                                                       | Кузьміна Наталія Іванівна       | 22.01.2012            | середня спеціальна | позапартійна                                  | пенсіонер                                         |
| 9                                                       | Биковець Микола Миколайович     | 05.11.2010            | середня            | позапартійний                                 | Виноградська навчально-виховний комплекс, кочегар |

## Населення
Згідно з переписом УРСР 1989 року чисельність наявного населення сільської ради становила 1555 осіб, з яких 688 чоловіків та 867 жінок.
За переписом населення України 2001 року в сільській раді мешкали 1292 особи.

### Мова
Розподіл населення за рідною мовою за даними перепису 2001 року:
| Мова       | Відсоток |
| ---------- | -------- |
| українська | 98,84 %  |
| російська  | 0,93 %   |
| молдовська | 0,23 %   |